# سیارک ۳۲۸۰۷
سیارک ۳۲۸۰۷ (به انگلیسی: 32807 Quarenghi، نامگذاری:1990SN28) سی و دو هزار و هشتصد و هفتمین سیارک کشف شده‌است که در ۲۴ سپتامبر ۱۹۹۰ کشف شد.